# Alyssum microphyllum
Alyssum microphyllum är en korsblommig växtart som först beskrevs av Carl Anton von Meyer, och fick sitt nu gällande namn av Ernst Gottlieb von Steudel. Alyssum microphyllum ingår i släktet stenörter, och familjen korsblommiga växter. Inga underarter finns listade i Catalogue of Life.